# Adityapur
Adityapur é um cidade no distrito de Pashchimi Singhbhum, no estado indiano de Jharkhand.

## Demografia
Segundo o censo de 2001, Adityapur tinha uma população de 119 221 habitantes. Os indivíduos do sexo masculino constituem 54% da população e os do sexo feminino 46%. Adityapur tem uma taxa de literacia de 67%, superior à média nacional de 59,5%; com 60% para o sexo masculino e 40% para o sexo feminino. 14% da população está abaixo dos 6 anos de idade.